# Emo (Irland)
Emo (irsk: Ioma) er en landsby med 1.033 (2006) indbyggere i County Laois i Irland. Emo ligger i nærheden af Portlaoise ved hovedvej N7 mellem Dublin og Limerick.
Landsbyen er i slutningen af det 18. århundrede vokset op i nærheden af slottet Erno Court.
Landsbyens pub, New Inn (nu kaldt "The Gate House"), stammer fra landsbyens grundlæggelse. 
Slottet 'Emo Court' lidt nord for byen (53°06′26″N 07°11′50″V / 53.10722°N 7.19722°V) fra 1790 er et eksempel på den neoklassistiske stil.
53°05′47″N 07°12′30″V / 53.09639°N 7.20833°V